# Fernand David
Fernand David, född 18 oktober 1869 i Annemasse, Haute-Savoie, död 17 januari 1935 i Paris, var en fransk politiker.
David var advokat i Paris och blev deputerad för Haute-Savoie från 1898 för radikalsocialistiska gruppen. Han var sekreterare i deputeradekammaren 1902–1905 och blev senator 1920. David var handelsminister i Raymond Poincarés ministär 1912, minister för offentliga arbeten i Gaston Doumergues  ministär 1913–1914, samt lantbruksminister i Aristide Briands 1913, René Vivianis 1914–1915, Alexandre Ribots 1917 samt Paul Painlevés samma år. David, som inom parlamentet specialiserade sig på ekonomiska frågor, tillhörde i senaten den demokratiska vänsterns grupp. Trots att han uttalat sig mot André Tardieu mottog David i mars 1930 dennes anbud att ingå i hans andra ministär som jordbruksminister. David var även generalkommissarie för konstindustriella utställningen i Paris 1925.